# Kompensacja ekspozycji
Kompensacja ekspozycji – funkcja współczesnych aparatów fotograficznych umożliwiająca fotografującemu korektę ustalanego przez automatykę aparatu poziomu naświetlenia zdjęcia. 
Funkcja dostępna jest w większości aparatów fotograficznych poczynając od prostych aparatów kompaktowych,  kończąc na profesjonalnych lustrzankach. Funkcja może być niedostępna przy wykonywaniu zdjęć w pewnych trybach pracy aparatu (np. w trybie pełnej automatyki).
Konieczność korekty naświetlenia wynika najczęściej z błędnego działania systemu automatyki określającej poziom ekspozycji zdjęcia. Błąd ten powstaje często podczas fotografowania scen bardzo jasnych (np. zdjęcie stoku narciarskiego w słoneczny dzień) lub bardzo ciemnych. Automatyka aparatu dąży do przedstawienia fotografowanych scen w tonach średnich, co skutkuje zbytnim przyciemnianiem scen bardzo jasnych lub nadmiernym rozjaśnianiem scen ciemnych
Korekty ekspozycji można dokonać w stopniach EV najczęściej w zakresie od -2 EV do +2 EV (czasami od -5 EV do +5 EV) z krokiem co 1/3 lub 1/2 EV).  Wybranie wartości dodatnich EV podczas korekty, powoduje rozjaśnienie zdjęcia  zaś ujemnych - jego przyciemnienie. O sposobie zwiększenia lub zmniejszenia ekspozycji decyduje automatyka aparatu. Zmiana ekspozycji może się odbyć poprzez zmianę wielkości otworu przysłony, czasu otwarcia migawki lub zmiany czułości ISO.  
Przykład: Żądanie zwiększenia ekspozycji o +2 EV może spowodować wydłużenie czasu otwarcia migawki o dwa stopnie np. z 1/500 sekundy na 1/125 s lub powiększenie otworu przysłony o dwa stopnie z np. f/5.6 na f/2.8. Może też spowodować działania łączone - np. wydłużenie czasu otwarcia migawki o jeden stopień EV (np. z 1/500 s na 1/250 s) i powiększenie otworu przesłony również o jeden stopień (np z f/5.6 na f/4).  
Aparat przeważnie zapamiętuje wybraną wielkość kompensacji ekspozycji i stosuje ją automatycznie do następnych zdjęć.